# Башня Ласточки
«Башня Ласточки» (пол. Wieża Jaskółki) — шестая книга из цикла «Ведьмак» польского писателя Анджея Сапковского.

## Сюжет книги
Высогота, престарелый философ, живущий в одиночестве в болоте Переплют, натыкается на раненую Цири возле своего убежища и берет ее к себе, заботясь о ней, пока она не будет готова продолжить свое путешествие. Во время выздоровления, Цири рассказывает о событиях последних нескольких месяцев.

### Цири (I)
Первоначально Цири была довольна своей жизнью среди «Крыс», банды малолетних преступников, но была расстроена, узнав, что «княжна» с ее именем якобы была схвачена в осаде Цинтры и представлена в Нильфгаарде как предполагаемая невеста Императора. Цири решает вернуться домой, вернуть себе право первородства и разоблачить ложь Императора, но меняет свое мнение, когда слышит, что Крыс выслеживает печально известный охотник за головами. Она спешит обратно в деревню только для того, чтобы увидеть, как охотник за головами Лео Бонарт с особой жестокостью убивает ее друзей, в том числе ее возлюбленную Мистле. Цири пытается сразиться с Бонартом, но он побеждает и захватывает ее.
Нильфгаардский шпион, Ватье де Ридо, хочет, чтобы Цири была захвачена живой, но имперский коронер, Стефан Скеллен, тайно нанял Бонарта, чтобы убить ее. Вместо этого Бонарт ведет ее к своему двоюродному брату-торговцу Хувенагелю, который управляет «гладиаторской ареной». Цири вынуждена бороться за свою жизнь, тем самым подтверждая для Бонарта свою личность и свое ведьмачье обучение.

### Геральт
Непреднамеренно спася жизнь королеве Лирии и Ривии Мэве, Геральт и его ганза — бард Лютик, лучница Мильва, высший вампир Регис и бывший нильфгаардский солдат Кагыр — продолжают свое путешествие сбежав от королевы. Геральту не терпится найти группу друидов, которые, вероятно, могут найти Цири. Во время своего путешествия они узнают, что за их головы назначена награда таинственным полуэльфом и группой преступников во главе с человеком по имени Соловей. Объединившись с бывшим членом этой банды, девушкой по имени Ангулема, которая похожа на Цири, они намереваются заманить бандитов в ловушку  и расспросить их о том, кто их нанял (хотя Геральт уже подозревает, что это чародей Вильгефорц).
На пути к Соловью они вместо этого натыкаются на полуэльфа, разбойника по имени Ширру, и пытаются допросить его. Он видит их уловку, и начинается драка, в ходе которой Кагыр получает сильное ранение, что заставляет его и Геральта отступить. За это время Геральт и Кагыр приходят к примирению друг с другом. Они воссоединяются с собратьями и узнают, что остальные члены ганзы добрались близко к Туссенту, где также путешествовали друиды. В итоге почти все попадают в плен к друидам; они также захватили нужных для Геральта бандитов, и друиды их сжигают прежде чем Геральт успевает их о чем-либо спросить. При этом Геральт теряет свой ведьмачий медальон с волчьей головой, но заявляет, что это больше не имеет значения, так как он больше не ведьмак.
В это время, Геральт также встречается с таинственным эльфским "знающим", известным как Аваллак'х, который рассказывает ему о пророчестве Итлинны и про конец света. Аваллак'х говорит Геральту, что он не должен искать Цири, поскольку то, что предопределено, произойдет, что бы он ни делал, и что ему нет необходимости продолжать ее поиски, так как Цири уже помогает другой человек. Тем не менее Геральт твердо остается решительным найти Цири, не веря в Предназначение.

### Йеннифэр
Шпион Редании, Сигизмунд Дийкстра, отправляется в нейтральную и чрезвычайно богатую северную страну Ковир в поисках финансирования для восстановления армии Редании в ожидании массового нильфгаардского вторжения. Он обнаруживает, что члены недавно сформированной Ложи Чародеек уже начали свой план по превращению Ковира в нацию, одобряющую магию. Ряд могущественных чародеек, в том числе нильфгаардские чародейки Ассирэ вар Анагыд и Фрингилья Виго, а также ковирская чародейка Шеала де Тансервилль под предводительством Филиппы Эйльхарт начинают строить свои собственные планы. Трисс Меригольд, технически связанная с Ложей, но сомневающаяся в ее мотивах, ищет информацию про Йеннифэр из Венгерберга, которая, как многие считают, умерла после Танеддского бунта.
Выясняется, что Йеннифэр пережила побег из Ложи и укрылась на Скеллиге, прося помощи у ярла, Краха ан Крайта, с которым у нее давно была романтическая связь. Крах знал и заботился о Цири когда она еще была маленькой. Он решает сопроводить Йеннифэр к жрицам богини Фрейи во главе с матерью Сигрдрифой, чтобы разузнать о планах Вильгефорца и попытаться найти его. Находясь в святыне, у Йеннифэр случаются видения; она видит Раг Нар Роог, конец света. В этих видениях Модрон Фрейя побуждает ее раскрыть свои истинные мотивы. В конце концов она узнает, что Вильгефорц телепортировался с опасных частей морей Скеллиге, и сама отправляется туда. Ее корабль поглощает водоворотом, и ее телепортирует на неизвестный берег. Йеннифэр просыпается узницей Вильгефорца, который пытает ее с особой жестокостью, чтобы найти Цири через их эмпатическую связь, но Йеннифэр изо всех сил противостоит этому. Однако, она позволяет ему найти Геральта в надежде, что Геральт расправится с Ширру и узнает ее местонахождение. Вильгефорц посылает Ширру убить Геральта.

### Цири (II)
Восстанавливаясь в лачуге Высоготы от своих ран, Цири завершает свой рассказ, в том числе рассказ о своем побеге.
После нескольких месяцев на арене, Бонарт приводит ее к Стефану Скеллену, который пришел со своей бандой, чтобы найти и убить ее. С помощью Жоанны Сельборн, экстрасенса, банда Скеллена узнает, кто их преследует. Скеллен, Риенс и Бонарт встречаются вместе, причем Риенс использует магическое устройство, которое позволяет Вильгефорцу общаться с ними на расстоянии. Вильгефорц догадывается, что Скеллен тайно работает на ряд нильфгаардских дворян (подозревая их неприязнь, Эмгыр отсылает некоторых из этих дворян, а именно Йоахима де Ветта коммандовать группой армий "Запад", и Ардаля аэп Даги группой армий "Восток" во вторжении на Север, дабы держать их подальше от нильфгаардской столицы), которые недовольны тем, что их дочери были отвергнуты Эмгыром в пользу Лже-Цири. Скеллен признает, что работает с этими дворянами, но только потому, что сам считает, что император должен быть свергнут.
Прежде чем заговорщики смогли прийти к соглашению, предатель из банды Скеллена освобождает Цири, и ее магические способности восстанавливаются — приглушенные со времени ее пребывания в пустыне Корат — когда Жоанна пытается читать ее мысли. Используя свои силы, Цири удается схватить свой меч, сесть на лошадь и сбежать, но Скеллен все же сильно ранит ее лицо метательной звездой, оставив ей ужасающий шрам.
В лачуге, Высогота сообщает, что странствующий крестьянин сказал ему, что агенты Скеллена ждут в засаде в близлежащих городах, и Цири покидает убежище старого философа. Вскоре после этого Высогота умирает от сердечного приступа в своей хижине, молясь богам о защите Цири.
Парой коньков, позаимствованных из хижины Высоготы (ранее они принадлежали его дочери), Цири заманивает своих преследователей на замерзшее озеро. Банда Скеллена паникует и разбегается, а Риенс падает в прорубь во льду и тонет в ледяной воде. Бонарт держится на берегу озера, ожидая схватить Цири, но неожиданно, из тумана появляется мифическая Башня Ласточки, куда и входит Цири, переносясь в альтернативную реальность. Там она встречает эльфов, которые говорят ей, что ждали ее.

## Российские издания
| Издательство | Серия                           | В составе книги                  | Формат      | Переплёт | Страниц | ISBN              | Дата публикации     |
| ------------ | ------------------------------- | -------------------------------- | ----------- | -------- | ------- | ----------------- | ------------------- |
| «АСТ»        | «Век Дракона»                   | «Башня Ласточки»                 | 84x108 1/32 | Твёрдый  | 480     | 5-237-01215-9     | 21 января 1999 года |
| «АСТ»        | «Золотая серия фэнтези»         | «Крещение огнём. Башня Ласточки» | 84x108 1/32 | Твёрдый  | 624     | 5-17-008350-5     | 23 апреля 2002 года |
| «АСТ»        | «Золотая серия фэнтези»         | «Башня Ласточки»                 | 70x90 1/32  | Мягкий   | 448     | 5-17-016209-X     | 17 апреля 2004 года |
| «АСТ»        | «Библиотека Фантастики»         | «Цири», стр. 283—644             | 60x90 1/16  | Твёрдый  | 1216    | 5-17-025427-X     | 6 ноября 2004 года  |
| «АСТ»        | «Библиотека мировой фантастики» | «Цири», стр. 283—644             | 60x90 1/16  | Твёрдый  | 1216    | 5-17-025429-6     | 6 ноября 2004 года  |
| «АСТ»        | «Золотая серия фэнтези»         | «Крещение огнём. Башня Ласточки» | 84x108 1/32 | Твёрдый  | 624     | 5-17-008350-5     | 1 апреля 2006 года  |
| «АСТ»        | «Век Дракона»                   | «Крещение огнём. Башня Ласточки» | 84x108 1/32 | Твёрдый  | 613     | 978-5-17-042921-9 | 23 марта 2007 года  |